# Anita Malfatti
Anita Catarina Malfatti (São Paulo, 2 de diciembre de 1889-São Paulo, 6 de noviembre de 1964) fue una pintora brasileña, considerada la introductora de las vanguardias europeas y estadounidenses en Brasil.
La exposición que llevó a cabo en São Paulo en 1917-1918 fue en su momento muy controversial ya que tanto por el estilo como por los temas abordados resultó revolucionaria para las expectativas artísticas de los brasileños. Fue muy importante también su participación en la Semana de Arte Moderno, celebrada en São Paulo en febrero de 1922 y considerada el acto inicial del Modernismo brasileño.

## Aprendizaje
De padre italiano y madre estadounidense, Malfatti nació en la ciudad de São Paulo en 1889, y estudió en el Mackenzie College de su ciudad natal. Desde muy pronto, alentada por la madre, que era profesora de arte, mostró un gran interés por la pintura. A causa de la atrofia congénita de su brazo derecho, se vio obligada a aprender a pintar con la mano izquierda. Una de sus primeras obras conocidas, Primeira tela, data de 1909. Al profundizar su trabajo con las artes plásticas, su curiosidad se extendió hacia la pintura europea'. Con la ayuda económica de su familia, en 1910 viajó a Berlín. Allí estudió con importantes artistas, como Fritz Burger-Muhlfeld, Lovis Corinth y Ernst Bischoff-Culm, y conoció el expresionismo alemán.
En 1915, tras regresar brevemente a Brasil, se desplazó a Nueva York a estudiar con Homer Boss, de la Independent School of Art, cuya obra había conocido gracias a una exposición que había visitado en Colonia. Las enseñanzas de Boss tuvieron un gran impacto en la obra posterior de Malfatti, sobre todo en lo relativo al estudio de la anatomía. En Nueva York, Malfatti tomó contacto también con el cubismo. Durante su estancia en Estados Unidos pintó algunos de los cuadros considerados como los más interesantes de su producción, como A Boba (1915) o Ritmo (torso) (1917).

## Controversias
La segunda exposición individual de Malfatti, Exposição de Pintura Moderna, tuvo lugar en São Paulo entre el 12 de diciembre de 1917 y el 11 de enero de 1918. A pesar de haber seleccionado cuidadosamente sus obras, omitiendo aquellas que podrían haber resultado demasiado chocantes (entre ellas varios desnudos), fue duramente criticada por sus innovaciones, que se consideraron completamente ajenas a la tradición brasileña. Un cruel artículo de Monteiro Lobato comparó el trabajo de Anita a "los dibujos de los internos de los manicomios". Fue defendida, sin embargo, por críticos como el poeta Oswald de Andrade, que estaba familiarizado con las ideas futuristas de Marinetti.
En 1922, Malfatti tomó parte en la Semana de Arte Moderno de São Paulo, y formó parte del Grupo de los Cinco, junto con Tarsila do Amaral, Mário de Andrade, Oswald de Andrade y Menotti del Picchia. Especial importancia tuvo su relación de amistad con Mário de Andrade, que se prolongó hasta la muerte del escritor.
En 1923, becada por el Pensionado Artístico del Estado de São Paulo, viajó a París, donde coincidió con Tarsila y Oswald, así como con Victor Brecheret, Paulo Prado y Emiliano Di Cavalcanti. A partir de entonces, abandonó el expresionismo, dejando de lado los colores violentos que habían caracterizado su obra hasta entonces, e inició una carrera artística más convencional. En 1928 regresó a São Paulo, y participó en las actividades del grupo modernista. En la década siguiente, debido a sus dificultades económicas, se centró cada vez más en la enseñanza de la pintura y el dibujo, y como creadora se especializó sobre todo en el retrato.

## Evolución de su obra pictórica
El estilo de Malfatti recibió críticas por no evolucionar después de su rupturista aparición en el arte brasileño. Durante la década de 1940, pintó sobre todo retratos, flores, paisajes y escenas populares. En 1949 tuvo lugar en São Paulo la primera exposición retrospectiva del conjunto de su obra, y en 1951 participó en el I Salón Paulista de Arte Moderno.